# Юнона-1
Юнона-1 (англ. Juno I) — американская четырёхступенчатая ракета-носитель, принадлежащая семейству «Редстоун», и является модификацией ракеты «Юпитер-С» с добавлением второй, третьей и четвёртой твердотопливных ступеней. При помощи первой ступени обеспечивался подъем на космическую высоту, а остальные разгоняли полезный груз до первой космической скорости. С помощью этой ракеты 1 февраля 1958 года был запущен первый американский искусственный спутник Земли (Эксплорер-1).

## История
Разработанная в рамках проекта Explorer, цель ракеты-носителя заключалась в выводе на орбиту Земли искусственного спутника. После запуска Советским Союзом Спутника-1 4 октября 1957 года и провала попытки запуска «Авангарда-1». Идея создания четырёхступенчатой модификации ракеты-носителя «Юпитер-С» была получена после испытательного запуска в сентябре 1956 года для Army Ballistic Missile Agency (ABMA). Этот запуск мог бы стать первым в мире запуском спутника, если бы четвертая ступень была загружена и заправлена топливом. Эта четвертая ступень позволила бы носовому обтекателю пролететь мимо цели и выйти на орбиту. Название ракеты-носителя было предложено в ноябре 1957 года директором Лаборатории реактивного движения (JPL) доктором Уильямом Пикерингом, который предложил название Юнона, в честь римской богини и королевы богов, за её роль в качестве запускающей спутник версии Юпитера-С.

## Конструкция
Первая ступень — баллистическая ракета «Редстоун»; вторая ступень — связка из 11 твердотопливных ракет MGM-29 Сержант; третья ступень — 3 такие же ракеты. К ним сверху прикреплена четвёртая ступень — ещё одна ракета «Сержант» с неотделяемой полезной нагрузкой.

## История запусков
| Список запусков ракет «Юнона-1» | Список запусков ракет «Юнона-1» | Список запусков ракет «Юнона-1» | Список запусков ракет «Юнона-1» | Список запусков ракет «Юнона-1» | Список запусков ракет «Юнона-1» | Список запусков ракет «Юнона-1» | Список запусков ракет «Юнона-1»                                                |
| № Запуска                       | Дата (UTC)                      | Номер ракеты                    | Стартовая площадка              | Полезная нагрузка               | Масса полезной нагрузки         | Результат                       | Примечания                                                                     |
| ------------------------------- | ------------------------------- | ------------------------------- | ------------------------------- | ------------------------------- | ------------------------------- | ------------------------------- | ------------------------------------------------------------------------------ |
| 1                               | 1 февраля 1958 года             | RS-29 (UE)                      | LC-26A                          | Эксплорер-1                     | 22 кг                           | Успех                           | Первый американский спутник.                                                   |
| 2                               | 5 марта 1958 года               | RS-26 (UV)                      | LC-26A                          | Эксплорер-2                     | 23 кг                           | Провал                          | Не сработала 4-я ступень.                                                      |
| 3                               | 26 марта 1958 года              | RS-24 (UT)                      | LC-5                            | Эксплорер-3                     | 23 кг                           | Успех                           |                                                                                |
| 4                               | 26 июля 1958 года               | RS-44 (TT)                      | LC-5                            | Эксплорер-4                     | 29 кг                           | Успех                           |                                                                                |
| 5                               | 24 августа 1958 года            | RS-47 (TI)                      | LC-5                            | Эксплорер-5                     | 29 кг                           | Провал                          | Столкновение первой ступени с верхними ступенями.                              |
| 6                               | 23 октября 1958 года            | RS-49 (HE)                      | LC-5                            | Beacon 1                        | 23 кг                           | Провал                          | Пятиступенчатая модификация. Преждевременное отделение блока верхних ступеней. |

## Фотографии

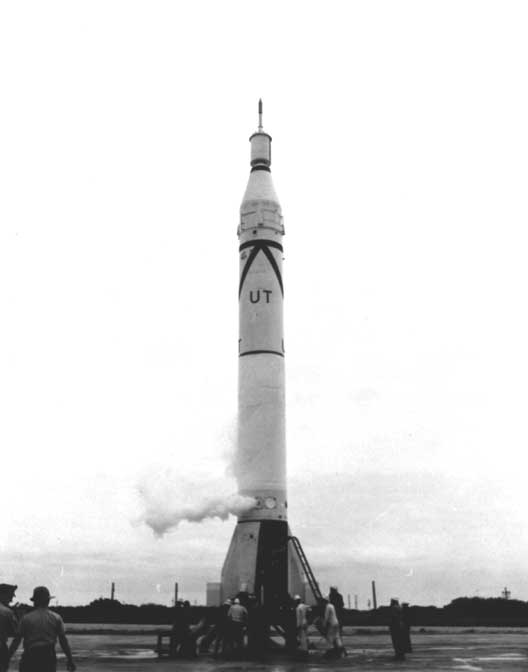
Юнона-1 с Эксплорером-3
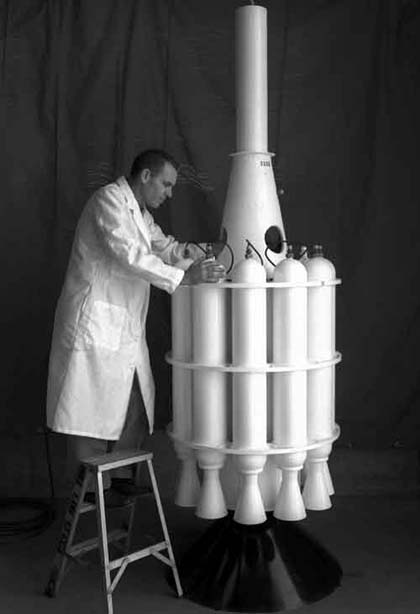
Верхние ступени Юнона-1 — связка твердотопливных ракет «Сержант»
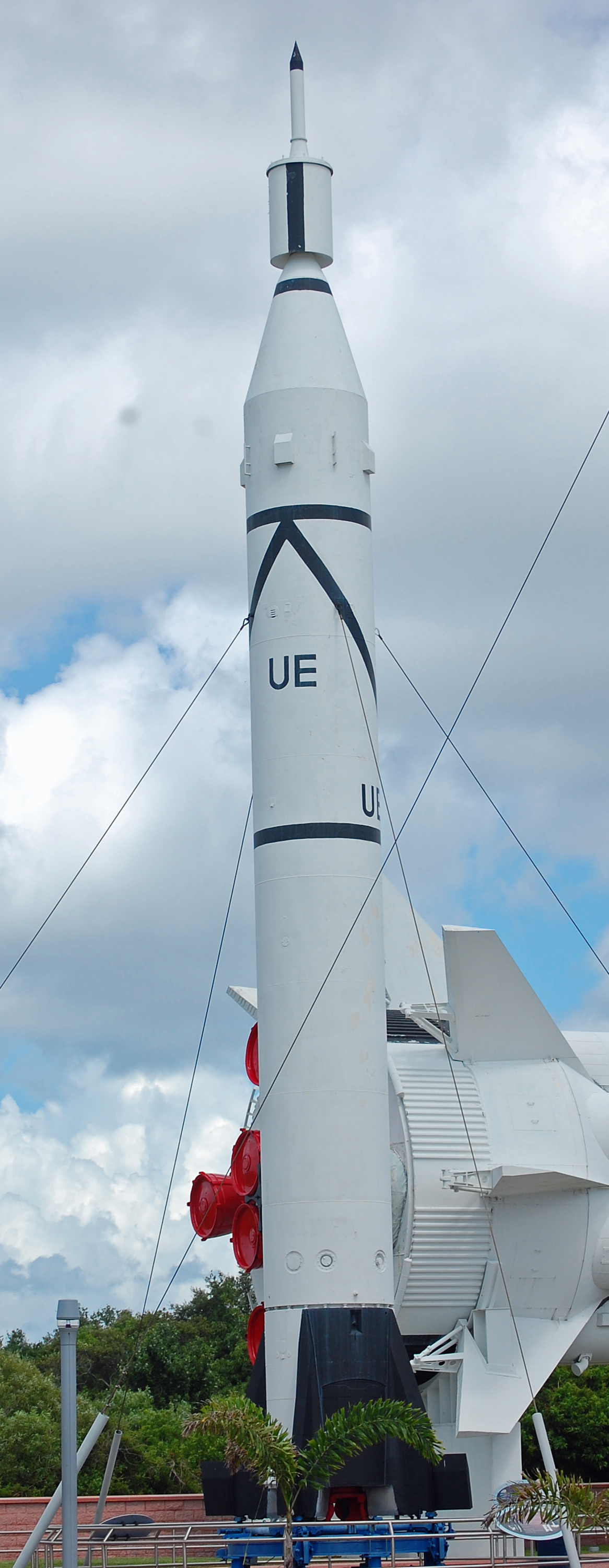
Макет Юнона-1 в комплексе посетителей Космического Центра Кеннеди